# Natsugumo (tàu khu trục Nhật)
Natsugumo (tiếng Nhật: 夏雲) là một tàu khu trục hạng nhất của Hải quân Đế quốc Nhật Bản thuộc lớp tàu khu trục Asashio bao gồm mười chiếc được chế tạo vào giữa những năm 1930. Natsugumo đã tham gia nhiều hoạt động tại Mặt trận Thái Bình Dương trong Chiến tranh Thế giới thứ hai trước khi bị máy bay Mỹ đánh chìm tại phía Tây Bắc đảo Savo vào ngày 12 tháng 10 năm 1942.

## Thiết kế và chế tạo
Được chấp thuận cho chế tạo trong khuôn khổ Chương trình Bổ sung Vũ khí Hải quân Nhật Bản thứ hai (Maru-2), những chiếc trong lớp tàu khu trục Asahio có kích thước lớn hơn và nhiều khả năng hơn so với lớp tàu khu trục Shiratsuyu dẫn trước, vì các nhà thiết kế hải quân Nhật Bản không còn bị gò bó trong những giới hạn của Hiệp ước Hải quân London. Những con tàu có kích cỡ tương đương tàu tuần dương hạng nhẹ này được thiết kế để tận dụng ưu thế dẫn đầu của Nhật Bản trong kỹ thuật ngư lôi, để tháp tùng lực lượng tấn công chủ lực của Hạm đội Nhật cũng như để tấn công cả ngày lẫn đêm nhắm vào Hải quân Hoa Kỳ, khi họ băng ngang Thái Bình Dương theo giả định của lý thuyết chiến lược Nhật Bản. Cho dù là một trong những lớp tàu khu trục mạnh mẽ nhất thế giới vào lúc hoàn tất, không có chiếc nào sống sót qua cuộc Chiến tranh Thái Bình Dương.
Natsugumo được đặt lườn tại Xưởng hải quân Sasebo vào ngày 1 tháng 7 năm 1936, được hạ thủy vào ngày 26 tháng 5 năm 1937 và đưa ra hoạt động vào ngày 10 tháng 2 năm 1938.

## Lịch sử hoạt động
Vào lúc xảy ra cuộc tấn công Trân Châu Cảng, dưới quyền chỉ huy của Thiếu tá Hải quân Moritaro Tsukamoto, Natsugumo được phân về Hải đội Khu trục 9, và là một thành viên của Phân Hạm đội Khu trục 4 của Hạm đội 2 hỗ trợ cho lực lượng tham gia Chiến dịch Philippines chiếm đóng Vigan và Lingayen. Sau đó nó hỗ trợ cho việc đổ bộ lực lượng Nhật Bản lên Tarakan, Balikpapan, Makassar và Java tại Đông Ấn thuộc Hà Lan. Trong Trận chiến biển Java vào ngày 27 tháng 2, nó được cho tách ra trong nhiệm vụ hộ tống đoàn tàu vận tải chuyển quân và đã không tham gia tác chiến. Tuy nhiên, vào ngày 1 tháng 3, nó đã thả mìn sâu gây hư hại cho tàu ngầm Mỹ Perch.
Natsugumo tham gia Trận chiến đảo Christmas từ ngày 31 tháng 3 đến ngày 10 tháng 4, hộ tống chiếc tàu tuần dương Naka bị hư hại đi đến Singapore, rồi sau đó quay trở về Yokosuka vào ngày 12 tháng 4 để sửa chữa.
Natsugumo tham gia hộ tống cho Lực lượng Chiếm đóng dưới quyền chỉ huy của Đô đốc Nobutake Kondō trong trận Midway từ ngày 4 đến ngày 6 tháng 6 năm 1942. Sau đó nó được phân về Quân khu Hải quân Ominato đảm trách việc tuần tra tại khu vực quần đảo Kurile và Bắc Thái Bình Dương cho đến giữa tháng 7. Tuy nhiên, vào ngày 19 tháng 7, nó được lệnh hộ tống tàu tuần dương Chokai từ Kure đi đến Truk. Từ Truk, nó thực hiện một chuyến đi vận chuyển đến Kwajalein rồi quay trở về Yokosuka vào ngày 8 tháng 8.
Vào ngày 11 tháng 8, Natsugumo rời Yokosuka đi đến Truk, rồi nằm trong thành phần hộ tống cho chiếc tàu sân bay Chitose trong Trận chiến Đông Solomons vào ngày 24 tháng 8. Nó được phân công tuần tra khu vực ngoài khơi Truk trong tháng 9, rồi được lệnh đi đến đảo Shortland vào tháng 10, nơi nó thực hiện bốn chuyến đi vận chuyển tốc độ cao "Tốc hành Tokyo đến Guadalcanal. Trong chuyến đi thứ tư, trong khi hộ tống Chitose và tàu chở thủy phi cơ Nisshin, nó tách ra để trợ giúp cho tàu khu trục Murakumo bị hư hại trong Trận chiến mũi Esperance. Bị máy bay Hải quân Mỹ tấn công trong đêm 11 tháng 10, những quả bom ném suýt trúng đã làm vỡ lườn tàu, và nó chìm chỉ sau 39 phút tại tọa độ 08°40′N 159°20′Đ / 8,667°N 159,333°Đ cách khoảng 90 hải lý (170 km) về phía Tây Bắc đảo Savo. Cuộc tấn công đã khiến 16 thành viên thủy thủ đoàn thiệt mạng, bao gồm thuyền trưởng, Thiếu tá Hải quân Tsukamoto. Tàu khu trục Asagumo đã vớt được 176 người sống sót.
Natsugumo được rút khỏi danh sách Đăng bạ Hải quân vào ngày 15 tháng 11 năm 1942.